# Y Andromedae
Y Andromedae är en pulserande variabel av Mira Ceti-typ i stjärnbilden Andromeda. Stjärnan varierar mellan visuell magnitud +8,2 och 15,1 med en period av 343,4 dygn.